# Vertrag von Paris (1310)
Im Vertrag von Paris kam es 1310 zwischen König Philipp IV. von Frankreich und dem deutschen König Heinrich VII. zu einer vorläufigen Verständigung.
Heinrich VII. war bestrebt gewesen, die bereits seit der Stauferzeit laufende Expansionspolitik Frankreichs einzudämmen. Es gelang ihm wenigstens, den französischen Druck auf die Grenzregionen zu mindern, was aber zum Konflikt mit Philipp IV. führte. Im Vertrag von Paris im Juni 1310 wurde festgelegt, dass noch strittige Fragen durch Schiedsgerichte entschieden werden sollten. Nachdem Heinrich vor allem auf Drängen des Papstes versucht hatte, sich mit Philipp zu einigen, brach er nach dem Einmarsch französischer Truppen in Lyon (das formal zum Reich gehörte) der Kontakt ab.